# 金正奎
金正奎（韓語：김정규），韓國電視劇導演。

## 作品

### 電視劇
- 2004年：KBS《新娘18歲》
- 2004年：KBS《不滅的李舜臣》
- 2007年：KBS《我是老师》
- 2009年：KBS《不能結婚的男人》
- 2010年：KBS《國家的呼喚》
- 2014年：KBS《感激時代：鬪神的誕生》
- 2016年：KBS《五個孩子》
- 2019年：KBS《生日信》

### 製作作品
- 2005年：KBS《偉大的遺產》
- 2008年：KBS《三個爸爸一個媽媽》
- 2014年：KBS《家人之間為何這樣》

### 助理導演作品
- 2001年：KBS《綢緞花香木》
- 2001年：KBS《純情》

## 外部連結
- NAVER搜索 （页面存档备份，存于）